# Franz Aschenwald
Franz Aschenwald (* 11. Jänner 1913 in Mayrhofen; † 31. Jänner 1945 in Wien) war ein österreichischer  Skisportler. Er war hauptsächlich als Skispringer aktiv, nahm aber auch im Skilanglauf und der Nordischen Kombination, sowie auch an Wettkämpfen im Alpinen Skisport teil.

## Werdegang
Ende der 1920er-Jahre begann Aschenwald in seiner Heimat im Zillertal in Tirol mit dem Skisport und schloss sich der Innsbrucker Skiläufer-Vereinigung an. Sein Hauptaugenmerk richtete er bald auf das Skispringen und fand Anfang der 1930er-Jahre Anschluss an die österreichische Spitze. 1933 nahm er in Innsbruck erstmals an einer Weltmeisterschaft teil, bei der er den 19. Platz im Sprunglauf belegte. Zwei Jahre später erreichte er bei der Weltmeisterschaft 1935 in der Hohen Tatra als bester Österreicher den zehnten Platz. Bei diesen Weltmeisterschaften nahm er auch am Skilanglauf und der Nordischen Kombination teil, erreichte aber nur hintere Plätze. Mitte der 1930er-Jahre erzielte er auch einige gute Ergebnisse bei alpinen FIS-Rennen. So wurde er 1935 in einem Slalom in Kitzbühel Fünfter und 1936 bei einem Abfahrtslauf am Großglockner Vierter, zu Einsätzen bei Großereignissen kam er im alpinen Skisport aber nie.
Bei den Olympischen Winterspielen 1936 in Garmisch-Partenkirchen erreichte Aschenwald beim Springen von der Normalschanze den 36. Platz. Einen Monat später kam er beim internationalen FIS-Springen in Planica mit einer Weite von 96 Metern in das Spitzenfeld. Der Sieger Josef Bradl stellte damals mit 101 Metern einen neuen Weltrekord auf. 1937 wurde Aschenwald bei den Weltmeisterschaften in Chamonix 21. auf der Normalschanze. Bei den internationalen Springen in Garmisch-Partenkirchen erreichte er im selben Jahr einen zweiten, einen dritten und einen fünften Platz. In Kitzbühel wurde er 1938 zum zweiten Mal nach 1936 Tiroler Meister in der Dreierkombination aus Sprunglauf, Langlauf und Abfahrtslauf. Nach dem Anschluss Österreichs startete Aschenwald ab März 1938 für das Deutsche Reich. Bei den Weltmeisterschaften 1939 in Zakopane kam er im 1. Durchgang schwer zu Sturz und musste bewusstlos ins Krankenhaus gebracht werden. 
Bereits neben seiner aktiven Karriere begann Aschenwald 1936 als Skisprungtrainer zu arbeiten, zunächst in Österreich und später auch im Ausland, wo er wegen seines Fachwissens geschätzt wurde. Seine Frau brachte 1940 einen Sohn zur Welt. Der Ausbruch des Zweiten Weltkrieges beendete Aschenwalds Laufbahn als Skispringer und Trainer. Zu einer geplanten Fortsetzung nach Kriegsende kam es nicht, Aschenwald fiel als Soldat am 31. Jänner 1945 in Wien.

## Sportliche Erfolge

### Olympische Winterspiele
- Garmisch-Partenkirchen 1936: 36. Sprunglauf

### Weltmeisterschaften
- Innsbruck 1933: 19. Sprunglauf
- Vysoké Tatry 1935: 10. Sprunglauf
- Chamonix 1937: 21. Sprunglauf